# Freccia del Brabante 1971
La Freccia del Brabante 1971, undicesima edizione della corsa, si svolse il 21 marzo su un percorso di 193 km, con partenza a Sint-Genesius-Rode e arrivo ad Alsemberg. Fu vinta dal belga Jos Spruyt della squadra Molteni davanti ai connazionali Eddy Merckx e Roger De Vlaeminck.

## Ordine d'arrivo (Top 10)
| Pos. | Corridore             | Squadra             | Tempo    |
| ---- | --------------------- | ------------------- | -------- |
| 1    | Jos Spruyt            | Molteni             | 4h39'00" |
| 2    | Eddy Merckx           | Molteni             | a 2'43"  |
| 3    | Roger De Vlaeminck    | Flandria-Mars       | a 2'48"  |
| 4    | Christian Callens     | Hertekamp-Magniflex | s.t.     |
| 5    | Herman Van Springel   | Molteni             | a 2'53"  |
| 6    | Georges Vanconingsloo | Molteni             | a 3'13"  |
| 7    | Gerben Karstens       | Goudsmit-Hoff       | s.t.     |
| 8    | Roger Swerts          | Molteni             | s.t.     |
| 9    | Joop Zoetemelk        | Flandria-Mars       | s.t.     |
| 10   | Frans Mintjens        | Molteni             | s.t.     |